# Antonio Scaglione
Antonio Scaglione fue un arquitecto siciliano del siglo XVI, conocido por sus obras en estilo gótico, que continuó impulsando después que la arquitectura renacentista la había superado en popularidad. La Iglesia de Santa María de Porto Salvo en Palermo, comenzada en estilo renacentista por Antonello Gagini (1478-1536), fue completada por Scaglione en estilo gótico. 
- Datos: Q2505559